# 시모카와조이역
시모카와조이역(일본어: 下川沿駅)은 일본 아키타현 오다테시에 위치한 동일본 여객철도 오우 본선의 철도역이다. 상대식 승강장 2면 2선의 구조를 갖춘 지상역이다.

## 타는 곳
| 1 | ■ 오우 본선 | (하행) | 오다테 · 히로사키 방면                |
| 2 | ■ 오우 본선 | (상행) | 다카노스 · 히가시노시로 · 아키타 방면 |

## 역 주변
- 오다테 시청 시모카와조이 출장소
- 국도 제7호선

## 역사
- 1954년 5월 1일 : 기타아키타 군 시모카와조이 촌에 개업.
- 1971년 10월 1일 : 무인화.
- 1987년 4월 1일 : 일본국유철도 분할 민영화에 의해, 동일본 여객철도가 승계.

## 인접 역
| 동일본 여객철도 오우 본선 | 동일본 여객철도 오우 본선 | 동일본 여객철도 오우 본선 |
| ------------------------- | ------------------------- | ------------------------- |
| 하야구치 요코테 방면      | ■ 보통                    | 오다테 아오모리 방면      |